# Hostěrádky-Rešov
Hostěrádky-Rešov là một làng thuộc huyện Vyškov, vùng Jihomoravský, Cộng hòa Séc.
Khu tự quản này có diện tích 4,67 km vuông, và có dân số 782 người (tại thời điểm ngày 28 tháng 8 năm 2006).
Hostěrádky-Rešov nằm khoảng 23 km (14 dặm) về phía tây nam của Vyškov, km 16 (10 dặm) về phía đông nam của Brno, và 202 km (126 dặm) về phía đông nam của Praha.